# Jūratė Kristina Kazickas-Altman

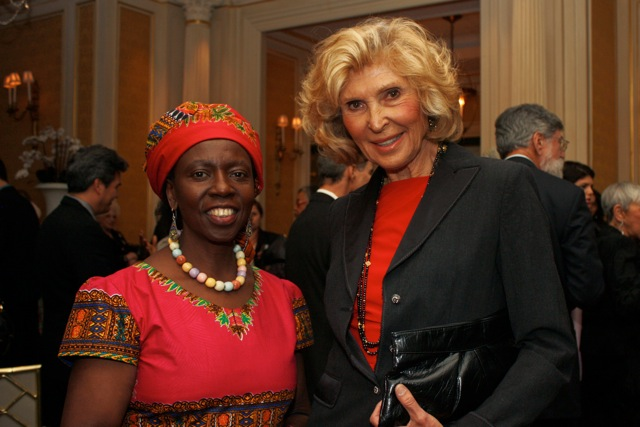
Jūratė Kristina Kazickas-Altman (rechts) und Musimbi Kanyoro (links) bei einer Gala 2013

Jūratė Kristina Kazickas-Altman (* 18. Februar 1943 in Vilnius) ist eine amerikanisch-litauische Unternehmerin und Mäzenin. Sie ist die Tochter des litauischen Milliardärs Juozas Kazickas  (1918–2014). Jūrate Kristina Kazickas leitet die Kazickas Familienstiftung, die sich für wohltätige Projekte in Litauen engagiert.

## Familie
Kazickas ist mit dem US-Amerikaner und Millionär Roger Altman verheiratet.

## Ehrung
- 2014: Ehrendoktor der Technischen Universität Kaunas

## Werke
- War Torn: Stories of War from the Women Reporters Who Covered Vietnam. Mitautor Tad Bartimus, u. a. Random House (August 2002).
- War Torn: The Personal Experiences of Women Reporters in the Vietnam War. Tad Bartimus, Denby Fawcett, Jurate Kazickas.